# 16alfa-idrossisteroide deidrogenasi
La 16alfa-idrossisteroide deidrogenasi è un enzima appartenente alla classe delle ossidoreduttasi, che catalizza la seguente reazione:
un 16alfa-idrossisteroide + NAD(P)+ ⇄ un 16-ossosteroide + NAD(P)H + H+